# NO8DO

NO8DO — девиз и логотип города Севильи в Испании, где сокращение можно найти на многих зданиях, дорожных знаках, канализационных люках.

## Эмблема
Эмблема состоит из двух слогов и символа мотка шерсти (исп. madeja) в виде цифры 8. Вначале сокращение использовалось как вспомогательная эмблема, менее значимая, чем традиционный герб города. Однако к концу XX века сокращение официально стало главным символом города. Символ, выполненный золотом на красном фоне, расположен в центре флага, дарованного городу королём Хуаном Карлосом в 1995 году.

## Происхождение
Существует несколько версий происхождения эмблемы.
Согласно одной из них, сокращение образовано от лат. nomen Domini («имя Господа»). Nomen Domini встречается на колокольне Хиральда. Согласно этой версии, моток в центре на самом деле является символом узла (лат. nodus). Слоги NO-DO встречаются на важных религиозных зданиях в других странах Европы.
Согласно другой версии, популярной по крайней мере со времени, когда Диего Ортис де Суньига опубликовал символ в своих «Анналах» (1671) (том II, с.331 в издании 1795 года), его следует читать как «No-madeja-do» («но-мадеха-до»), что созвучно исп. No me ha dejado — «[она] не оставила меня». Эта интерпретация не подтверждается никакими документами, но традиционно объясняется преданностью, которую город проявил по отношению к Альфонсо X, поддержав его в войне против его сына Санчо IV в XIII веке. Это объяснение обросло в XIX и XX веках дополнительными легендами.